# NGC 911
NGC 911 (другие обозначения — UGC 1878, MCG 7-6-16, ZWG 539.21, PGC 9221) — эллиптическая галактика (E) в созвездии Андромеда.
Этот объект входит в число перечисленных в оригинальной редакции «Нового общего каталога».
В галактике произошёл взрыв сверхновой SN 2006em.